# Río Lagartos (kommun)
Río Lagartos är en kommun i Mexiko.   Den ligger i delstaten Yucatán, i den östra delen av landet, 1 200 km öster om huvudstaden Mexico City. Antalet invånare är 3 438. Arean är 249 kvadratkilometer.
Terrängen i Río Lagartos är mycket platt.
Följande samhällen finns i Río Lagartos:
- Río Lagartos